# تاكويا إيواتا
تاكويا إيواتا (باليابانية: 岩田 拓也) (14 يوليو 1994 في طوكيو في اليابان – )؛ هو لاعب كرة قدم سابق كان يلعب كمهاجم.

## وصلات خارجية
- تاكويا إيواتا على موقع رابطة كرة القدم اليابانية للمحترفين (اليابانية)
- تاكويا إيواتا على موقع Soccerway.com (الإنجليزية)
- تاكويا إيواتا على موقع عالم كرة القدم.نت (الإنجليزية)